# ديون لوتز
ديون لوتز (بالإنجليزية: Deon Lotz)‏ هو ممثل جنوب أفريقي، ولد في 20 يوليو 1964.

## وصلات خارجية
- ديون لوتز على موقع IMDb (الإنجليزية)
- ديون لوتز على موقع قاعدة بيانات الفيلم (الإنجليزية)